# MKS Trójka Łódź
MKS Trójka Łódź (Międzyszkolny Klub Sportowy "Trójka Łódź") – pływacki klub sportowy działający przy III LO i Szkole Podstawowej nr 173 w Łodzi.

## Historia
Klub powstał w 1963 r, przy pływalni III Liceum Ogólnokształcącego w Łodzi i pierwotnie nazywał się MKS Śródmieście. Założycielem i pierwszym prezesem klubu był Bogdan Kruszyna-Kotulski, którego marzeniem było wychowanie pierwszych łódzkich pływaków-olimpijczyków. Pierwszym wychowankiem klubu, który zdobył medal na ogólnokrajowych zawodach, został Mirosław Sikorski - wicemistrz Polski juniorów na 200 m klasycznym, a pierwszym zawodnikiem, który zdobył medal na zawodach seniorów została Krystyna Pawlik. 

## Znani zawodnicy
Najbardziej znanymi wychowankami klubu są Aleksandra Urbańczyk, mistrzyni Europy na 100 m stylem zmiennym z 2004 r., a także srebrna i brązowa medalistka mistrzostw Europy z 2005, 2006 i 2007 r., wielokrotna mistrzyni i rekordzistka Polski oraz Dagmara Ajnenkiel, mistrzyni Polski w stylu klasycznym na 100 m. z 1996, Mistrzyni Europy juniorek, brązowa medalistka Uniwersjady i piąta zawodniczka mistrzostw Europy. 
- Aleksandra Urbańczyk
- Dagmara Ajnenkiel
- Marcin Babuchowski
- Mateusz Matczak
- Martyna Krawczyk
- Dariusz Broda
- Bartosz Olejarczyk
- Luiza Hryniewicz
- Konrad Kaźmierczak